# Junked
Junked es una película de drama de 1999, dirigida por Lance Lane, que a su vez la escribió, el encargado de la producción fue Marion Yue, en fotografía estuvo Brian O'Connell, y los protagonistas son Thomas Jane, Jordan Ladd y Channon Roe, entre otros. El filme fue realizado por Hollywood Independents, se estrenó el 7 de octubre de 1999.

## Sinopsis
Un timador bisexual pretende vivir en la calle con la cooperación de su hermana hetaira y un amigo que negocia con estupefacientes.